# Musée Jean-Jacques Henner
Das Musée Jean-Jacques Henner (auch Musée national Jean-Jacques Henner) ist ein Kunstmuseum in Paris. Es befindet sich im 17. Arrondissement und beherbergt Werke des Malers Jean Jacques Henner.

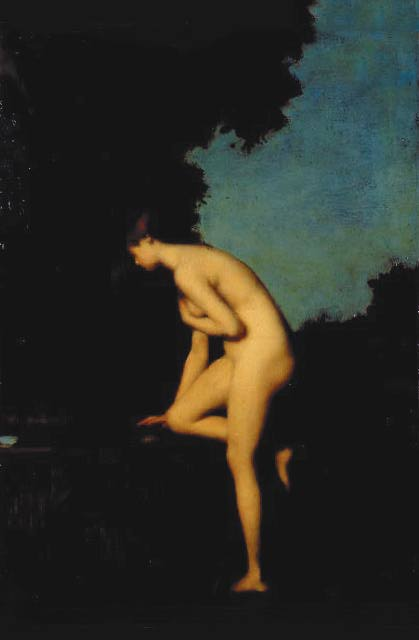
Jean Jacques Henner:
La Fontaine

## Geschichte
Das Museum in der Avenue de Villiers Nr. 43 wurde 1878 für den Maler Guillaume Dubufe (1853–1909) als Wohnhaus mit Atelier errichtet. Dieses Gebäude erwarb 1921 eine Nichte des Malers Jean-Jacques Henner, dessen Wunsch es war, hierin ein Museum zu eröffnen. Nachdem das Haus für museale Zwecke umgebaut wurde, fand am 7. März 1924 die Eröffnung des Hauses durch den französischen Bildungsminister Léon Bérard statt. Seit 1943 gehört das Museum zu den Staatlichen Museen (Réunion des musées nationaux). Nach zweijähriger, umfangreicher Grundsanierung ist das Museum seit Mai 2016 wieder für das Publikum geöffnet.

## Die Sammlung
Die sieben Ausstellungsräume des Hauses sind mit persönlichen Gegenständen wie Möbeln, Teppichen und Kunsthandwerk aus dem Besitz Henners eingerichtet. Das Museum besitzt  mehr als 500 Gemälde und mehr als 1.000 Zeichnungen von Jean Jacques Henner. Die Werke stammen aus allen Lebensphasen von der Ausbildungszeit im Elsass bis zu seinem letzten Bild aus dem Sterbejahr 1905. Hinzu kommen Tagebücher und Skizzenhefte des Künstlers, die es den Besuchern ermöglichen, den Weg eines Kunstwerkes von der ersten Idee bis zum fertigen Werk nachzuvollziehen. Neben den Arbeiten Henners zeigt das Museum auch einige Gemälde und Skulpturen anderer Künstler wie Jean-Baptiste Camille Corot, Henri Chapu, Louis-Léon Cugnot und Adolphe Monticelli.